# Dendrocerus halidayi
Dendrocerus halidayi är en stekelart som först beskrevs av Curtis 1829.  Dendrocerus halidayi ingår i släktet Dendrocerus och familjen trefåresteklar. Arten är reproducerande i Sverige. Inga underarter finns listade i Catalogue of Life.

## Bildgalleri

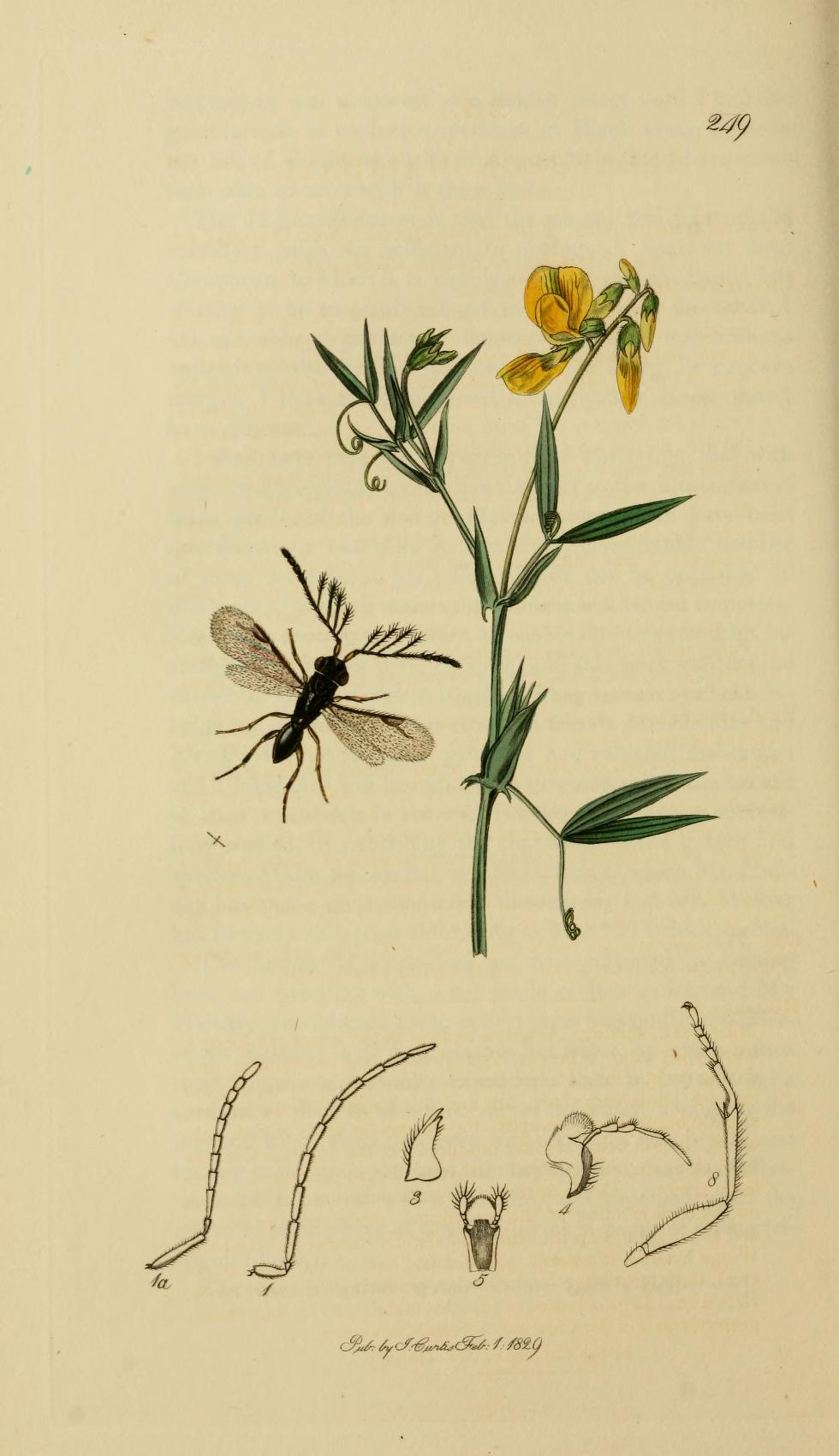